# Valea Vinului (gmina)
Valea Vinului – gmina w Rumunii, w okręgu Satu Mare. Obejmuje miejscowości Măriuș, Roșiori, Sâi i Valea Vinului. W 2011 roku liczyła 2067 mieszkańców.